# Calabi–Yau-rum

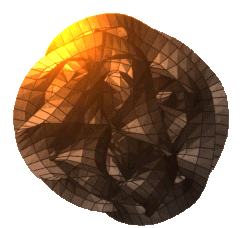
3D-projektion av en Calabi–Yau-mångfald.

Calabi–Yau-rum är en speciell typ av mångfalder som främst används inom strängteorin. Dessa behövs, om strängteorin har tio dimensioner, för att tätt packa ihop de sex extra rumsdimensionerna som finns i varje punkt i det vanliga tredimensionella rummet. Den geometriska form som den sexdimensionella ”sfären” antar utarbetades av matematikerna Engenio Calabi och Shing-Tung Yau, vilka även har fått ge namn åt den.

## Egenskaper
Calabi–Yau-rum kan anta ett oändligt antal former och har ett antal hål som kan vara upp till 480 stycken.
Formen på ett Calabi–Yau-rum är avgörande för den fysik som avgör, hur strängarna vibrerar i dimensionerna. Energin i en sträng bestäms av de möjliga resonansmönster som uppstår vid strängvibrationerna. Resonansmönstren påverkas i sin tur av karaktären hos rummet, i vilket strängarna vibrerar.
En teori är att antalet ”hål” som uppstår i ”sfären” kan kopplas till att det finns just tre familjer av elementarpartiklar.
Problemet är att man i nuläget inte kan utläsa ur strängteorins ekvationer, vilket av de otaliga Calabi–Yau-rummen som är det rätta för att beskriva de sex extra rumsdimensionerna. 
Ytterligare ett problem är att den form, som man får fram även skall ha en form som är stabil mot expansion. Med andra ord skall inte de ihoprullade dimensionerna expandera, när de tre utsträckta gör det.